# Xã Stave, Quận Mountrail, Bắc Dakota
Xã Stave (tiếng Anh: Stave Township) là một xã thuộc quận Mountrail, tiểu bang Bắc Dakota, Hoa Kỳ. Năm 2010, dân số của xã này là 33 người.